# Alvin W. Gouldner
Alvin W. Gouldner (Nueva York, 29 de julio de 1920 - ibídem, 15 de diciembre de 1980) fue un sociólogo y filósofo estadounidense.
Fue presidente de la Sociedad para el Estudio de los Problemas Sociales y profesor de sociología en la Universidad de Washington desde 1959 hasta 1967. Entre 1972 y 1976, ejerció de profesor igualmente en la Universidad de Ámsterdam.
Desde bien joven orientó sus trabajos en torno a las teorías de Max Weber sobre la burocracia y su impacto en el mundo laboral y en los sistemas de desarrollo de la gestión de empresas. Al inicio de los años 1960, cuestionó los discursos teóricos del marxismo y la sociología científica. Trabajó en un proyecto que proporcionó un estudio histórico y crítico de la teoría social de Platón, el marxismo y la sociología contemporánea. La crítica a la cientificidad de la sociología en el ámbito soviético no fue ajena a estos trabajos. En la década de 1970, fundó la publicación Teoría y Sociedad en donde fue desarrollando sus apreciaciones.
Sus trabajos se dirigieron también a motivar a los intelectuales haciéndoles reflexionar sobre la crucial importancia de su papel en la sociedad contemporánea y que los modelos teóricos habrían de ser analizados en un mundo cambiante, en donde prestó una especial atención al desarrollo tecnológico y la posibilidad de que este favoreciese un cambio social progresivo.

## Obras
- En inglés:
  - Studies in Leadership - Leadership and Democratic Action. Harper & Brothers. Nueva York, 1950.
  - Notes on Technology and the Moral Order, Washington, 1962.
  - The Two Marxisms.
  - The Norm of Reciprocity. 1960.
  - The Norm of Reciprocity: A Preliminary Statement en la American Sociological Review núm. 25. 1960.
  - Sociology of the Everyday Life en The Idea of Social Structure: Papers in Honor of Robert K. Merton. Nueva York, 1975.
  - The Dialectic of Ideology and Technology: The Origins, Grammar, and Future of Ideology. Seabury Press, Nueva York, 1976.

- En español:
  - La crisis de la sociología occidental, Editorial Amorrortu. ISBN 950-518-174-4

## Estudios sobre su obra
- Miyahara, Kojiro. Alvin Gouldner: Studies on Bureaucracy and the New Class Project. En inglés en formato PDF.
- The Penguin Dictionary of Sociology. Tercera edición. Londres, 1994.